# Groń (Bukowina Tatrzańska)
Groń ist ein Dorf in der Landgemeinde Bukowina Tatrzańska im Powiat Tatrzański in der Woiwodschaft Kleinpolen im Süden Polens in der historischen Region Podhale. Es liegt am Gebirgsbach Leśnica. Das Dorf liegt im Gebirgszug der Pogórze Bukowińskie ungefähr zwei Kilometer nördlich von Bukowina Tatrzańska und ungefähr zwölf Kilometer nordöstlich von Zakopane. Es ist ein Skiort am Fuße der Hohen Tatra.

## Sehenswürdigkeiten
Der Ort wurde 1624 gegründet. Die Holzkirche des Heiligen Hyazinth von Polen im Zakopane-Stil aus dem 20. Jahrhundert wird von dem Dekanat Białka Tatrzańska verwaltet. Im Ort befindet sich auch ein Denkmal von Johannes Paul II. Im Ort sind mehrere Folklore-Gruppen tätig, unter anderem Zawaternik, Ślebodni und die Kapelle Janusza Pilnego.

## Tourismus
Der Ortsname Groń lässt sich als Bergrücken übersetzen. Es geht in Groń ruhiger zu als in den benachbarten Skiorten Zakopane, Białka Tatrzańska oder Bukowina Tatrzańska. Die touristische Infrastruktur ist gleichwohl gut ausgebaut.

### Wintersport
Im Ort gibt es kleinere Liftanlagen.

## Galerie

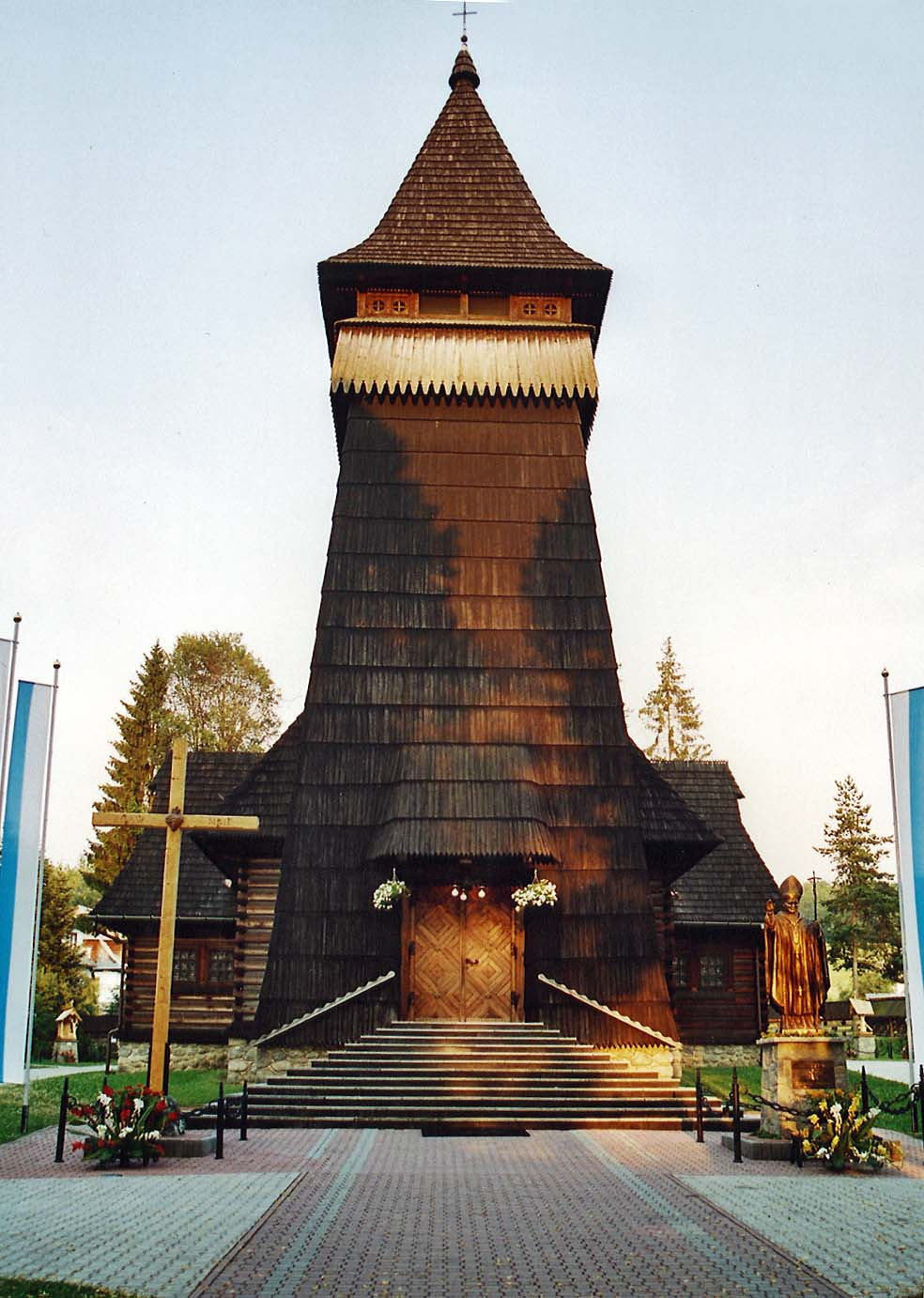
Holzkirche
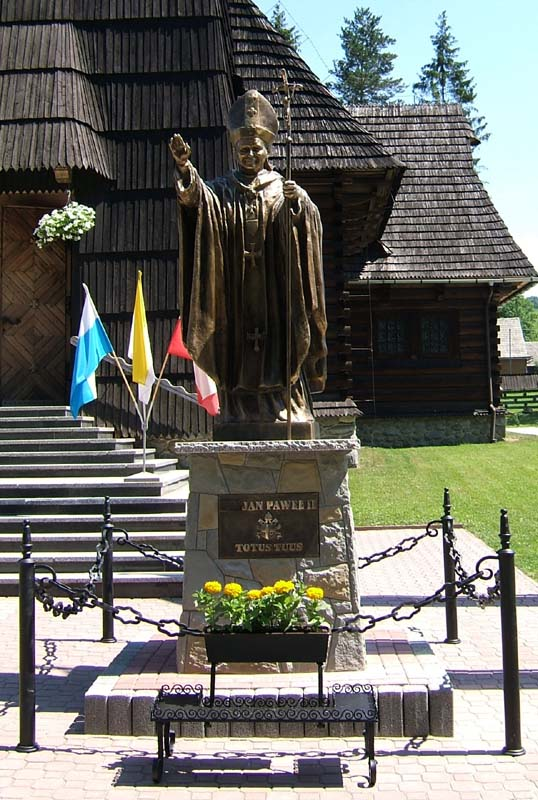
Denkmak JP II
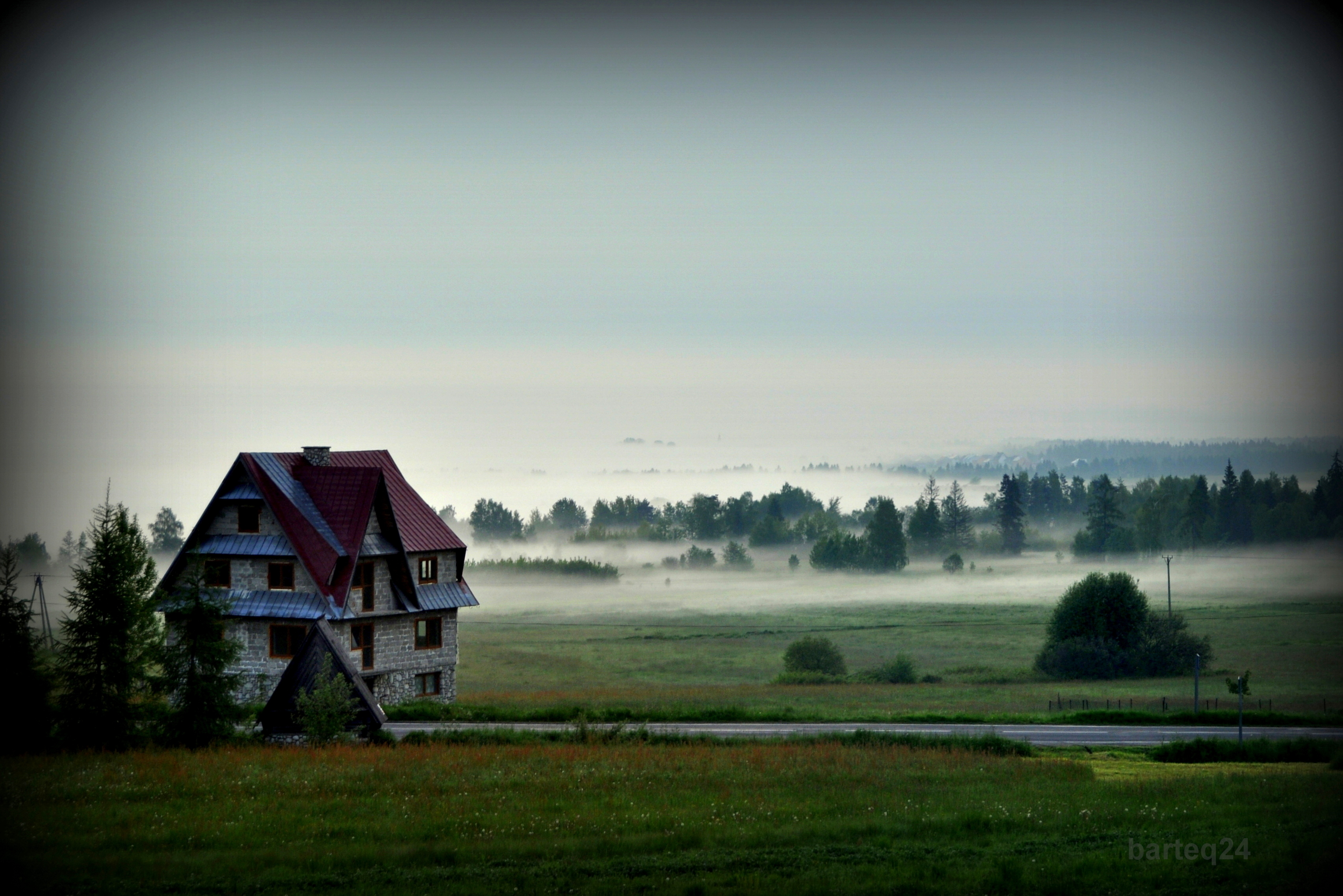
Pogórze Bukowińskie
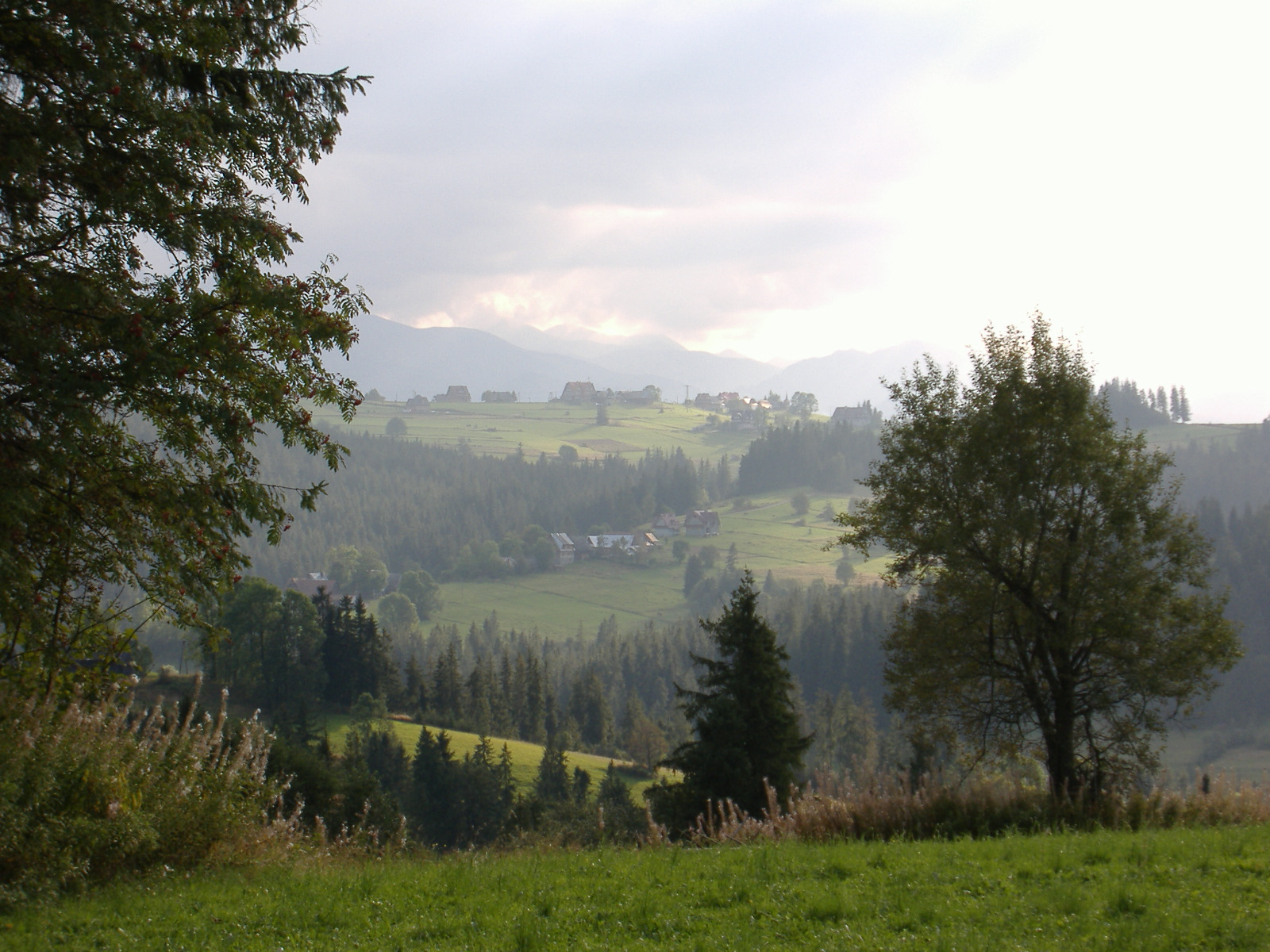
Pogórze Bukowińskie